# Lissonota salubria
Lissonota salubria är en stekelart som beskrevs av Ugalde och Ian D. Gauld 2002. Lissonota salubria ingår i släktet Lissonota och familjen brokparasitsteklar. Inga underarter finns listade i Catalogue of Life.